# سينغلتون بالمر
سينغلتون بالمر (بالإنجليزية: Singleton Palmer)‏ هو قائد فرقة ‏ أمريكي، ولد في 13 نوفمبر 1913 في سانت لويس في الولايات المتحدة، وتوفي في 8 مارس 1993.

## روابط خارجية
- سينغلتون بالمر على موقع أول ميوزيك (الإنجليزية)
- سينغلتون بالمر على موقع ديسكوغز (الإنجليزية)